# Luizinho Goebel
Luiz Alberto Goebel, conhecido como Luizinho Goebel (Cascavel, 18 de fevereiro de 1972), é um político brasileiro.

## Carreira política
Luizinho se filia ao Partido Verde (PV) em fevereiro de 2004, após analisar a ideologia do partido. Estreia na carreira política em 2006 com um resultado positivo: 8.331 pessoas o elegeram para deputado estadual. Na Assembleia Legislativa de Rondônia (ALE/RO), lutou, em especial, pelos municípios do Sul do Estado.
Se reelegeu em 2010 com aproximadamente o dobro de votos: 15.510. Em mais de 20 municípios de Rondônia, centenas de obras e projetos seus são vistos até hoje. Vilhena sempre esteve no foco das atenções de Luizinho. A recíproca é verdadeira. Em 2010, quase metade dos votos que o levaram à ALE vieram de Vilhena.
Em 2012 concorreu à prefeitura de Vilhena, ficando em segundo lugar na contagem com 14,17% dos votos válidos. O resultado o ajudou a se reeleger pela terceira vez em 2014 para deputado estadual com 11.375 votos, sendo o mais votado do Cone Sul.
Sua votação recorde aconteceu neste ano, com a garantia de seu quarto mandato como deputado estadual através da marca de 16.999 votos, sendo o terceiro mais votado do pleito.

## Trabalho na Assembleia
Desde 2007 foi membro de diversas comissões, inclusive presidente da Comissão de Constituição e Justiça e Redação por quatro anos, da qual também foi vice-presidente por outros quatro anos, e vice-presidente da comissão de habitação e assuntos municipais.
Segundo a Assembleia Legislativa de Rondônia (ALE), durante seus mandatos Luizinho Goebel acumula um total de quase 240 ações entre projetos de leis, indicações, requerimentos, projetos de decretos, emendas à constituição e projetos de resolução.
Hoje é presidente do Partido Verde em Rondônia, líder do Governo na Assembleia, membro do Conselho de Ética e Decoro Parlamentar  e considerado por pesquisa o deputado estadual mais atuante do Cone Sul.

## História
Filho de Iris e Valter, Luizinho teve 5 irmãos e 3 irmãs. Ele nasceu em Cascavel, Paraná e depois se mudou com sua família para Vilhena, Rondônia para morar perto do trabalho de seu pai.